# لوکا بلینگری
لوکا بلینگری (انگلیسی: Luca Belingheri؛ زادهٔ ۶ آوریل ۱۹۸۳) بازیکن فوتبال اهل ایتالیا است.
از باشگاه‌هایی که در آن بازی کرده‌است می‌توان به باشگاه فوتبال مودنا، باشگاه فوتبال آسکولی، باشگاه فوتبال تورینو، باشگاه فوتبال روبور سیه‌نا، باشگاه فوتبال پادوا، باشگاه فوتبال چزنا، باشگاه فوتبال جنوآ، باشگاه فوتبال کومو، و باشگاه فوتبال لیورنو اشاره کرد.